# Jair Rambal
Jair Rambal (Barranquilla, Atlántico, Colombia; 20 de mayo de 1981) es un exfutbolista colombiano. Jugaba de volante ofensivo y su último equipo fue el Atlético Veragüense de Panamá.

## Clubes
| Club                | País     | Año         |
| ------------------- | -------- | ----------- |
| Atlético Nacional   | Colombia | 2000 - 2007 |
| La Equidad          | Colombia | 2008        |
| Deportes Quindío    | Colombia | 2009 - 2010 |
| Atlético Veragüense | Panamá   | 2010 - 2011 |

## Palmarés

### Campeonatos nacionales
| Título              | Club              | País     | Año  |
| ------------------- | ----------------- | -------- | ---- |
| Torneo Clausura     | Atlético Nacional | Colombia | 2005 |
| Torneo Apertura     | Atlético Nacional | Colombia | 2007 |
| Torneo Finalización | Atlético Nacional | Colombia | 2007 |
| Copa Colombia       | La Equidad        | Colombia | 2008 |